# Antes muerta que Lichita
Amores con trampa (2015)
Antes muerta que Lichita est une telenovela mexicaine diffusée en 2015 sur Canal de las Estrellas.

## Synopsis
Lichita travaille depuis dix ans pour l'agence de publicité Iconika mais elle se sent sous-estimée et invisible. Elle décide d'apporter un changement radical dans sa vie et se transforme de « souffre-douleur » en Alicia, femme de pouvoir. Toutefois, l'ascension professionnelle n'est pas facile et, tout au long de son parcours, elle fait face à des situations qui mettent à l'épreuve sa personnalité et ses valeurs.

## Distribution
- Maite Perroni[3] : Alicia Gutiérrez López, dite Lichita
- Arath de la Torre : Roberto Duarte
- Ingrid Martz : Luciana De Toledo y Mondragón Iribarren
- Eduardo Santamarina : Augusto De Toledo y Mondragón
- Chantal Andere : Sandra Madariaga
- Manuel Ibáñez : Ignacio Gutiérrez, dit Nacho
- Sylvia Pasquel : Elsa López de Gutiérrez
- Sherlyn : Margarita Gutiérrez López, dite Magos
- Patricio Borghetti : Néstor Acosta
- Luz Elena González : Jesusa Urieta, dite Chuchette
- Diego de Erice : Braulio Moncada
- Wendy González : Brisa Pacheco
- Macaria : Fátima García
- Gabriela Platas : Beatriz Casablanca de De Toledo y Mondragón
- Ana Paula Martínez : Ximena Gutiérrez
- Eddy Vilard : Alejandro De Toledo y Mondragón Casablanca
- Vanessa Díaz : Dafne De Toledo y Mondragón Casablanca
- Ricardo Fastlicht : Elías Merchant
- Pablo Valentín : Gumaro Sánchez
- Mónica Ayos : Valeria Iribarren de De Toledo y Mondragón
- Roberto Blandón : Rafael De Toledo y Mondragón
- Dominika Paleta : Sheila Humboldt de Duarte
- Gabriel Soto : Santiago de la Vega
- Patricia Navidad : Marlene Garbo
- Jana Raluy : Lic. Venus
- Mark Tacher